# Placówka Straży Granicznej II linii „Strojec”
Placówka Straży Granicznej II linii „Strojec” – jednostka organizacyjna Straży Granicznej pełniąca służbę wywiadowczą na granicy polsko-niemieckiej w okresie międzywojennym.

## Formowanie i zmiany organizacyjne
Rozporządzeniem Prezydenta Rzeczypospolitej Polskiej Ignacego Mościckiego z 22 marca 1928 roku, do ochrony północnej, zachodniej i południowej granicy państwa, a w szczególności do ich ochrony celnej, powoływano z dniem 2 kwietnia 1928 roku  Straż Graniczną.
Rozkazem nr 3 z 25 kwietnia 1928 roku w sprawie organizacji Wielkopolskiego Inspektoratu Okręgowego dowódca Straży Granicznej gen. bryg. Stefan Pasławski  określił strukturę organizacyjną komisariatu SG „Praszka”. Placówka Straży Granicznej II linii „Strojec” znalazła się w jego strukturze.
Rozkazem nr 3/31 zastępcy komendanta Straży Granicznej płk Emila Czaplińskiego z 5 sierpnia 1931 roku zniesiono placówkę II linii Strojec.

## Kierownicy/dowódcy placówki
| stopień    | imię i nazwisko | okres pełnienia służby | kolejne stanowisko |
| ---------- | --------------- | ---------------------- | ------------------ |
| przodownik | Józef Cieśla    | był w 1930 –           |                    |